# 501 (Gran Valparaíso)
El Recorrido 501 es una línea de buses urbanos de la ciudad de Valparaíso. Opera desde el sector del Cerro Los Placeres hasta el 6°sector de Playa Ancha de dicha ciudad.
Forma parte de la Unidad 5 del sistema de buses urbanos de la ciudad de Gran Valparaíso, siendo operada por la empresa Buses del Gran Valparaíso S.A.

## Zonas que sirve
|  | Valparaíso |

## Recorrido
| - Valparaíso - Av. Matta - Av. Cabriteria - Av. Cabriteria Norte - Av. Cabriteria Poniente - La Isla - Las Palmas - La Laguna - Av. Cabriteria Poniente - Av. Cabriteria Norte - Av. Cabriteria - Av. Matta - Mercedes - Plaza La Conquista - Carmen - Av. Matta - Av. Los Placeres - Yolanda - Av. Diego Portales - Eusebio Lillo - Eloy Alfaro - Av. Argentina - Av. Pedro Montt - Edwards - Av. Brasil - Blanco - Plaza Aduana - Av. Antonio Varas - Av. Altamirano - Caleta El Membrillo - Av. El Parque - Av. Playa Ancha - Av. Quebrada Verde - Domeyko - Levarte - Av. Santa María - Iquique - Recabarren - Laja | - Valparaíso - Laja - Recabarren - Iquique - Av.Santa María - Levarte - Domeyko - Av. Quebrada Verde - Vista Hermosa - Levarte - Av. Playa Ancha - Av. El Parque - Caleta El Membrillo - Av. Altamirano - Av. Antonio Varas - Plaza Aduana - Cochrane - Esmeralda - Condell - Edwards - Av. Pedro Montt - Av. Argentina - Av. España - San Luis - Av. Los Placeres - Av. Matta - Carmen - Plaza La Conquista - Mercedes - Av. Matta - Av. Cabriteria - Av. Cabriteria Norte - Av. Cabriteria Poniente - Las Palmas - La Laguna - Av. Cabriteria Poniente - Av. Cabriteria Norte - Av. Cabriteria - Av. Matta |